# Richard Cumberland (filosofo)
Richard Cumberland (Londra, 15 luglio 1631 – Peterborough, 9 ottobre 1718) è stato un filosofo, scrittore e teologo inglese.
Nel 1672, pubblicò la sua opera principale, De legibus naturae, in cui avallò l'utilitarismo opponendosi all'egoismo etico di Thomas Hobbes. Fu un membro del movimento latitudinario insieme al suo amico Ezechia Burton e fu molto vicino ai platonici di Cambridge, un gruppo di filosofi ecclesiastici sorto intorno all'Università di Cambridge a metà del XVII secolo.

## Biografia
Nacque nella parrocchia civile di St Ann, vicino Aldersgate, dove suo padre era un sarto. Studiò alla St Paul's School di Londra, dove fece la conoscenza di Samuel Pepys, e, dal 1649, al Magdalene College di Cambridge, dove ottenne una borsa di studio. Si laureò nel 1653, e  conseguì il Master of Arts nel 1656. 
Tra i suoi amici più stretti di quel periodo vi erano Ezechia Burton, Samuel Morland, che si distinse come matematico, e Orlando Bridgeman. Fu prelato anglicano e vescovo di Peterborough.

## De legibus naturae
Nel 1672, all'età di quarant'anni, pubblicò il suo primo lavoro, intitolato De legibus naturae, dedicato a Sir Orlando Bridgeman. In questa opera, con una forte vena polemica nei confronti delle teorie di Thomas Hobbes, espose una nuova dottrina morale costruita sul principio della benevolentia universalis, ossia sulla possibilità reale e pratica di poter realizzare il maggior bene possibile per l'intera umanità, fornendo quindi le basi per l'etica utilitaristica inglese.